# Quatuor à cordes no 3 de d'Indy
Pour les articles homonymes, voir Quatuor à cordes no 3.
Le Quatuor à cordes no 3, op. 96, est le troisième et dernier quatuor à cordes de Vincent d'Indy, composé en 1928 et 1929.

## Présentation
Le Quatuor à cordes no 3, en ré bémol majeur, est composé par Vincent d'Indy à Agay pendant les étés 1928 et 1929,. Le compositeur écrit le 27 octobre 1928 : « J'ai mis toute mon âme musiquedechambresque dans ce quatuor, et je crois que ce sera vraiment une bonne chose ».
L’œuvre, l'opus 96 du compositeur, est dédiée au Quatuor Calvet et créée à la Société nationale de musique le 12 avril 1930 à Paris, salle de la Société des concerts (ancien Conservatoire), par les dédicataires (Joseph Calvet, violon, Daniel Guilevitch, violon, Léon Pascal, alto, et Paul Mas, violoncelle),.
La partition est publiée en 1930 par les éditions Heugel.

## Structure et analyse
Le Quatuor à cordes no 3, d'une durée moyenne d'exécution de trente-deux minutes environ, est constitué de quatre mouvements,, dont les thèmes principaux sont chacun marqués par un intervalle de septième : 
1. Entrée en sonate, « Lentement » ( = 48), à 
, mouvement « méditatif[7] », qui s'ouvre sur quelques mesures lentes, avant « un Allegro lumineux, remarquable dans sa longue exposition ramassée en quatorze mesures dans l'exposition[6] »  ;
2. Intermède, « Assez joyeux » ( = 108), à 
, mouvement « serein[7] » et « épisode rythmé dans le style d'une danse paysanne [qui] alterne avec une mélodie très calme qui fait office de trio[6] » ;
3. Thème varié, « Assez lent » (vers  = 56), à 
, mouvement « émouvant [...] d’une étonnante invention[7] », un thème suivi de sept variations, dont « la belle mélodie avec l'intervalle caractéristique est développée, rythmiquement surtout, avec ingéniosité et diversité[6] » ;
4. Finale en rondeau, « Lentement » ( = 48), à 
, puis « Animé » ( = 132), finale qui présente « d'abord l'intervalle clé (septième descendante, cette fois) sur un rythme rapide, puis en tire un refrain très chantant[6] », et referme la page « dans l’allégresse[7] ».

Pour Élisabeth Pommiès, « la maîtrise de l'écriture, associée à une extrême sensation de spontanéité, de fantaisie, explique le grand succès de cette œuvre ». 

## Discographie
- Vincent d'Indy, intégrale des quatuors à cordes, 2 CD, Quatuor Joachim (avec François Méreaux, alto, et Michel Poulet, violoncelle, pour le Sextuor), Calliope 9891.2, 2002[8].